# 정평 연씨
정평 연씨(定平燕氏)는 함경남도 정평군을 본관으로 하는 한국의 성씨이다. 파척 연씨(巴尺 燕氏) 또는 선위 연씨(宣威 燕氏)라고도 한다. 시조는 알 수 없다.

## 본관
정평(定平)은 함경남도 남부에 있는 군이다 고대 옥저에 속하여 있다가, 56년(태조왕 4) 고구려에 복속되었다. 244년(동천왕 18) 위장 관구검(毌丘儉)의 침공으로 국내성이 함락되고 고구려 동천왕이 지금의 강계·장진·황초령을 지나 매구(買溝)로 피난하였으므로 이 지방도 한때 전란의 영향을 받았을 것이다. 그 뒤 발해가 지금의 북청 지역에 남경남해부(南京南海府)를 설치하면서, 함경도의 대부분이 발해 영토로 편입되었을 것이다.
고려시대에는 파지(巴只) 또는 선위(宣威)라 하였고 983년(고려 성종 2) 천정만호부(千丁萬戶府)를 두었다. 1041년(정종 7) 처음으로 성을 쌓아 관문을 설치하고 정주(定州)로 개칭하였으며 방어사를 두었다. 1044년 압록강구의 위원진(威遠鎭)에서 이곳 정주의 도련포(都連浦)에 이르는 천리장성을 완성하였다.
몽골 지배 아래 쌍성총관부에 예속되었다가 공민왕의 반원정책으로 쌍성총관부를 혁파하고 삼철(三撤：지금의 북청) 복주·길주 방면으로 북진의 노력을 계속하여 대체로 동북면을 수복하자, 이 군은 종전의 방어사를 도호부로 승격시키고 별호를 중산(中山)이라 하였다.
1413년(태종 13) 평안도의 정주(定州)와 군명이 같다고 하여 정평(定平)으로 개칭하였다. 1422년(세종 4) 속현 장주(長州)를 병합하여 장곡사(長谷社)로 삼았다. 《세종실록지리지》에 따르면, 1432년 당시 호구는 811호, 3,819인이었다. 1459년(세조 5) 예원군(豫原郡)을 병합하여 독산사(禿山社)로 하였다. 1895년에 편찬된 《정평부읍지》(定平府邑誌)에 따르면, 9개 사에 호구는 3,404호, 2만477명이었다. 1895년 함흥부 정평군으로 개편되었고, 1896년 함경남도 정평군이 되었다.

## 인구
대한민국 통계청의 인구조사에 따르면, 정평 연씨는 1985년에는 총 17가구 60명, 2000년에는 총 11가구 52명이 있는 것으로 조사되었다.